# Chrysocercops vaticae
Chrysocercops vaticae är en fjärilsart som beskrevs av Tosio Kumata 1992. Chrysocercops vaticae ingår i släktet Chrysocercops och familjen styltmalar. Inga underarter finns listade i Catalogue of Life.